# E-tržište
Elektronička tržišta su tržišta podržana tehnološkom infrastrukturom (osovna infrastruktura je Internet) koja omogućuje razmjenu dobara i usluga u raznim fazama provođenja poslovnih transakcija.

## Obilježja
E-tržište okuplja na istom mjestu kupce i prodavače (ponuđače). Ono omogućuje: 
- približavanje kupaca i prodavača (informacije o ponudi proizvoda, pretraživanje, određivanje cijene)
- provođenje poslovnih transakcija (logistika i nabava, plaćanje, povjerenje)
- osiguranje institucionalne infrastrukture (pravne i zakonodavne)

Međusoban odnos sudionika E-tržišta opisuje se kroz sljedeće osnovne modele E-tržišta: 
- Business-to-business (B2B),
- Business-to-consumer (B2C),
- Consumer- to-consumer (C2C),
- Government-to-business (G2B),
- Government-to-citizen (G2C).